# Hornsträsket
Hornsträsket är en sjö i Skellefteå kommun i Västerbotten och ingår i Skellefteälvens huvudavrinningsområde. Sjön har en area på 1,18 kvadratkilometer och ligger 248 meter över havet. Sjön avvattnas av vattendraget Skidträskån (Grundträskån).

## Delavrinningsområde
Hornsträsket ingår i det delavrinningsområde (722135-170175) som SMHI kallar för Utloppet av Hornsträsket. Medelhöjden är 257 meter över havet och ytan är 3,91 kvadratkilometer. Räknas de 20 avrinningsområdena uppströms in blir den ackumulerade arean 232,88 kvadratkilometer. Skidträskån (Grundträskån) som avvattnar avrinningsområdet har biflödesordning 3, vilket innebär att vattnet flödar genom totalt 3 vattendrag innan det når havet efter 87 kilometer. Avrinningsområdet består mestadels av skog (58 procent) och sankmarker (11 procent). Avrinningsområdet har 1,18 kvadratkilometer vattenytor vilket ger det en sjöprocent på 30,2 procent.